# Micha Marah
Pour les articles homonymes, voir Marah (homonymie).
Micha Marah (de son vrai nom Aldegonda A. F. Leppens), née à Vieux-Turnhout le 26 septembre 1953 , est une actrice et une chanteuse belge flamande.

## Biographie
Micha Marah participe en 1971 à la Coupe d'Europe du tour de chant à Knokke et représente la Belgique au Concours Eurovision de la chanson 1979 avec la chanson Hey Nana.

### Liens familiaux
Sa sœur, Mieke Leppens, est une styliste reconnue en Australie.

### Carrière

#### Eurovision 1975
Micha Marah tente de se qualifier pour le Concours Eurovision de la chanson 1975 avec 't Is over, en concurrence entre autres avec le groupe populaire The Pebbles (nl). Mais c'est Ann Christy qui est choisie et défend les couleurs de la Belgique à Stockholm. Cependant le nom de Micha Marah devient réputé dans le monde du show-business flamand.

#### Eurovision 1979
En 1979, elle est choisie d'office pour représenter la Belgique à l'Eurovision. Au cours de la présélection, le 3 mars 1979, elle chante trois chansons, Mijn dagboek, Comment ça va et Hey Nana qui est préférée pour aller à Jérusalem. Cependant, comme elle déteste cette chanson, elle menace de se retirer. La situation dégénère quand elle prétend que Hey nana est un plagiat dans l'espoir d'être disqualifiée. La choriste Nancy Dee est même pressentie comme remplaçante. Finalement, Micha Marah va en Israël et chante le 31 mars 1979, la chanson incriminée. Elle termine dix-huitième et dernière. Elle n'a plus jamais interprété Hey Nana, qu'elle n'a même jamais enregistré. À la demande de Milo Decoster (Barclay), le compositeur Charles Dumolin (nl) en publiera une version.

### Carrière ultérieure
Après ce concours dramatique, elle change plusieurs fois de style. Ainsi, en 1983, elle sort un LP pour enfants, Alleen voor kinderen (Seulement pour les enfants), qui remporte un succès considérable et qui est suivi de deux autres en 1984 à 1985. Avec Marijn De Valck (nl), elle présente le programme télévisé pour jeunes Stad op stelten. Dans les années 1980 et 1990, elle présente les programmes de radio Hadiemicha et Kwistig met muziek sur Radio 2. Elle est également la vedette dans de nombreux programmes de télévision, aussi bien en tant que chanteuse qu'actrice.
En 1993, elle rompt avec le Schlager (musique de variétés), style qui occupait une place importante dans son répertoire, en particulier dans les années 1980.
Inspirée par les chansons folkloriques irlandaises, elle chante principalement en anglais, et ce jusqu'en 2000. En 2006, elle fait partie, avec Alana Dante (nl) et Sandra Kim, de Soul DivaZ et ont à leur répertoire de grands succès des années 1960.

## Succès
Parmi ses plus grands succès figurent les titres Tamboerke en 1971, ainsi que Afscheid is een beetje serven, Vrijdagavond, Jij bent het einde et Is dit nu alles.